# PL-01
PL-01 — польська броньована бойова машина, створена «Центром дослідження — розвитку механічних пристроїв» Польщі (ЦДРМП) та британським транснаціональним підприємством «BAE Systems». Був представлений на Міжнародній виставці оборонної промисловості 2 вересня 2013 року. Масове виробництво планується почати у 2018 році.

## Конструкція
Схема розташування відсіків у PL-01 схожа на сучасні основні бойові танки. Місце механіка-водія знаходиться у передній частині корпусу, командир та навідник знаходяться в корпусі, а безлюдна башта знаходиться в кормі. Крім того в кормі знаходиться десантний відсік для чотирьох бійців. Шасі танку створено на базі Бойової машини 90.
Броня танка є модульною керамічно-арамідною, яка розроблена для сумісності зі стандартом НАТО STANAG 4569 Annex A на рівні 5+ навколо передньої частини корпусу та башти. Крім того на корпусі та башті монтуються додаткові бронеплити для захисту від різних боєприпасів. Корпус захищає від СВП та мін згідно додатку B частин 4a та 4b стандарту STANAG 4569. Танк можна вкрити радіопоглинаючими матеріалами для створення невидимої бойової машини.
PL-01 отримає дизельний двигун потужністю 940 кінських сил (700 кВт)+ з гідродинамічною передачею, автоматичною коробкою передач та механізмом допомоги водію. Підвіска має сім котків, причому приводні вали мають активне гасіння торсіонів, які встановлено на двох перших і останніх парах. На асфальтних дорогах швидкість буде складати до 70 кілометрів за годину (43 миля/год) та 50 кілометрів за годину (31 миля/год) на пересічній місцевості, максимальна дальність буде становити 500 кілометрів (310 миля). Він зможе рухатися на схил під кутом 30 градусів, долати канави та окопи шириною до 2,6 метра (8 фут 6 дюйм), та долати водні перешкоди глибиною до 1,5 метра (4 фут 11 дюйм) без підготовки, а також долати водні перешкоди до 5 метрів (16 фут) з підготовкою.

## Зброя
Основна зброя PL-01 — гармата калібру 105 мм або 120 мм, встановлена на безпілотній башті, відповідно до стандартів НАТО. Гармата буде мати можливість стріляти як звичайними снарядами, так і керованими протитанковими ракетами. Максимальна швидкість стрільби — 6 снарядів за хвилину. Танк також озброєний кулеметом калібру 7,62-мм з запасом боєприпасів у 1000 патронів.
Додаткове обладнання може бути встановлено з модулем дистанційного керування. Все обладнання буде стабілізоване і системи спостереження та прицілювання будуть поставлятися з лазерними далекомірами, з камерами нічного бачення та сенсорами теплового випромінення третього покоління, з візуальними даними, що відображаються на екрані.

## Обладнання
Танк буде оснащений протипожежною системою в корпусі та башті, системою внутрішнього радіозв'язку, системами охолодження вихлопів, системами теплового маскування, фільтрами повітря та кондиціонером. Екіпажу надаються спеціальні місця для сидіння, щоб мінімізувати фізичний вплив під час вибухів. Крім того, PL-01 може бути оснащений системою супутникової навігації, а також системами ідентифікації союзника чи ворога (система свій/чужий).

## Теперішній час
Наразі невідома доля одного побудованого екземпляра, але є його фото на смітнику. https://commons.wikimedia.org/wiki/File:PL-01.png